# Relations entre le Brésil et le Costa Rica
Les relations entre le Brésil et le Costa Rica sont les relations diplomatiques entre la république fédérative du Brésil et la république du Costa Rica.

## Histoire
Les relations diplomatiques entre le Costa Rica et le Brésil ont été établies en 1906. Le Costa Rica a une ambassade à Brasilia et le Brésil a une ambassade à San José. Le Costa Rica dispose également de consulats à Curitiba, Florianópolis, Rio de Janeiro et São Paulo. Les deux pays sont membres de l'Organisation des États américains.